# Mecostibus pinivorus
Mecostibus pinivorus är en insektsart som beskrevs av Whellan 1975. Mecostibus pinivorus ingår i släktet Mecostibus och familjen Lentulidae. Inga underarter finns listade i Catalogue of Life.